# Autoba pannosa
Autoba pannosa là một loài bướm đêm trong họ Erebidae.